# Hilo de Litz

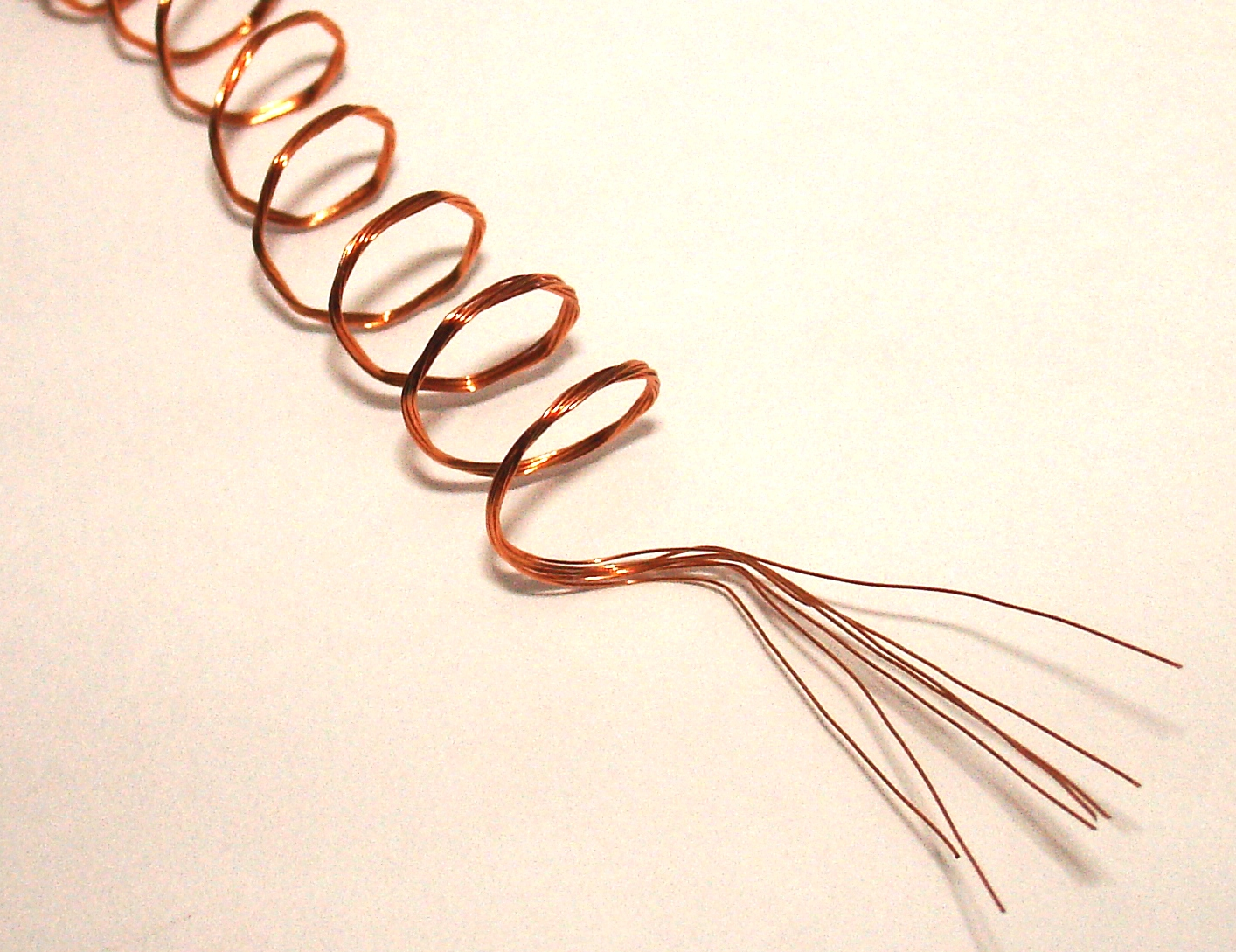
Hilo de Litz (8 hebras)

El hilo de Litz es un tipo especial de hilo o alambre conductor utilizado en electrónica. El hilo de Litz está constituido por varios alambres recubiertos con una película aislante, trenzados y conectados en paralelo en sus extremos.
El uso de muchos alambres en paralelo incrementa el área de la superficie conductora y con ello se reduce la influencia del efecto pelicular.
Por otro lado, el trenzado se realiza de modo que cada alambre ocupe todas las posiciones posibles en el cable por aproximadamente la misma extensión. De este modo, a pesar de que en un punto determinado los alambres conductores del centro sean atravesados por mayor cantidad de líneas de campo magnético que los que se hallan cerca de la superficie del cable, el flujo que atraviesa a cada alambre en toda la extensión del cable será esencialmente el mismo para todos los alambres. Todo esto resulta en la división en partes iguales de la corriente total y la minimización de la influencia del efecto proximidad, llevando a casi la unidad la relación entre la resistencia a la corriente alterna y la resistencia a la corriente continua.
Así, se minimizan las pérdidas de potencia asociadas cuando se usa en aplicaciones de alta frecuencia.
Las capacitancias entre alambres (así como, en la práctica, las irregularidades en el trenzado), hacen al hilo de Litz poco efectivo a frecuencias muy elevadas.
Este tipo de hilo se utiliza en la construcción de inductores y transformadores, especialmente en aplicaciones de alta frecuencia, donde el efecto skin (efecto pelicular) es más pronunciado.
En un inductor construido con este tipo de conductor, la relación impedancia/resistencia se incrementa respecto a la de un inductor construido con un conductor sólido de la misma sección, dando como resultado un factor Q más elevado en frecuencias altas.
El término hilo de Litz tiene su origen en la palabra alemana Litzendraht que significa hilo entretejido.